# COWSEL
COWSEL (COntrolled Working SpacE Language) è un linguaggio di programmazione sviluppato tra il 1964 e il 1966 da Robin Popplestone. Era basato su una forma di RPN del Lisp unita a elementi del CPL.
COWSEL fu implementato all'inizio su un Ferranti Pegasus dell'Università di Leeds e su uno Stantec Zebra del  Bradford Institute of Technology; successivamente, Rod Burstall implementò COWSEL su un Elliot 4120 dell'Università di Edimburgo. 
COWSEL venne rinominato POP-1 nell'estate del 1966 e il suo sviluppo proseguì con questo nome.

## Esempio di codice
```
 
function
 
member

 
lambda
 
x
 
y

 
comment
 
Is
 
x
 
a
 
member
 
of
 
list
 
y
;

 
define
      
y
 
atom
 
then
 
*0
 
end

             
y
 
hd
 
x
 
equal
 
then
 
*1
 
end

             
y
 
tl
 
->
 
y
 
repeat
 
up

```

Popplestone usava una telescrivente Friden Flexowriter con sottolineature per evidenziare la sintassi.